# Cedarville (Arkansas)
Cedarville es una ciudad en el Condado de Crawford, Arkansas, Estados Unidos. Para el censo de 2000 la población era de 1,113 habitantes. Es parte del área metropolitana de Fort Smith.

## Geografía
Cedarville se localiza a 35°34′56″N 94°21′39″O / 35.58222, -94.36083. De acuerdo con la Oficina del Censo de los Estados Unidos, la ciudad tiene un área total de 22,7 km², de los cuales el 100% es tierra.

## Demografía
Para el censo de 2000, había 1.133 personas, 406 hogares y 328 familias en la ciudad. La densidad de población era 49,9 hab/km². Había 442 viviendas para una densidad promedio de 19,4 por kilómetro cuadrado. De la población 94,53% eran blancos, 0,18% afroamericanos, 2,74% amerindios, 0,26% asiáticos, 0,18% de otras razas y 2,12% de dos o más razas. 0,97% de la población eran hispanos o latinos de cualquier raza.
Se contaron 406 hogares, de los cuales 39,9% tenían niños menores de 18 años, 68,0% eran parejas casadas viviendo juntos, 9,6% tenían una mujer como cabeza del hogar sin marido presente y 19,0% eran hogares no familiares. 15,8% de los hogares eran un solo miembro y 5,9% tenían alguien mayor de 65 años viviendo solo. La cantidad de miembros promedio por hogar era de 2,79 y el tamaño promedio de familia era de 3,10.
En la ciudad la población está distribuida en 29,3% menores de 18 años, 7,9% entre 18 y 24, 32,1% entre 25 y 44, 22,6% entre 45 y 64 y 8,1% tenían 65 o más años. La edad media fue 33 años. Por cada 100 mujeres había 105,6 varones. Por cada 100 mujeres mayores de 18 años había 99,3 varones.
El ingreso medio para un hogar en la ciudad fue de $30.952 y el ingreso medio para una familia $33.409. Los hombres tuvieron un ingreso promedio de $30.385 contra $16.538 de las mujeres. El ingreso per cápita de la ciudad fue de $14.346. Cerca de 10,7% de las familias y 15,8% de la población estaban por debajo de la línea de pobreza, 19,9% de los cuales eran menores de 18 años y 19,4% mayores de 65.